# CB66 Racer
CB66 Racer er en hurtigtsejlende jollelignende kølbåd. Den er tegnet i efteråret 2003 af svenskeren Carl Beyer.

## Sejlads, skrog og rig
CB66'eren sejles af 2-4 personer, hvis samlede vægt ifølge klassereglerne skal ligge mellem 175 og 275 kg.
Den har sænkekøl og sænkeror, og da den er trailerbar på en almindelig trailer, kan den hurtigt søsættes ved et almindeligt slæbested.
Sejlene på CB66'eren består af et storsejl, en fok og en gennakker. En vigtig ingrediens i CB66-konceptet er lettilgængeligheden. Dette ses blandt andet ved sejlene, hvor fokken er selvvendende og genakkeren er meget nemmere at håndtere end en spiler.
Båden har et ruf med et par køjepladser, så man kan sove i den.

## Udbredelse
Båden er både sjov og innovativ og giver kølbåden jollens bedste egenskaber. Den er en perfekt overgangsbåd fra jolle til kølbåd, men kan bestemt også sejles, hvis man er træt af det ene eller det andet. Den kan plane som en jolle allerede fra 6-7 m/s, men har samtidig en del af kølbådens stabilitet og trimmuligheder. Max farten er ca. 20 knob.
Populariteten er stor, og det første år på markedet blev der solgt 80 både i Sverige.
Der findes i øjeblikket (2017) ca. 170 både i Norden.
I Danmark er der ca. 26 CB66'ere (2017). Heraf ligger det største felt i Hellerup Sejlklub. Ellers er der aktive både i Skovshoved, Helsingør, Hornbæk, Fåborg og Bork Havn. 